# Estàtua de Rotllà
L'Estàtua de Rotllà de la ciutat de Bremen és una estàtua localitzada a la plaça del Mercat (Marktplatz), davant l'ajuntament de Bremen, Alemanya. L'any 2004, va ser nomenada, juntament amb l'edifici de l'ajuntament, Patrimoni de la Humanitat per la UNESCO.